# Bajitpur
Bājitpur är en ort i Bangladesh.   Den ligger i provinsen Dhaka, i den centrala delen av landet, 80 kilometer nordost om huvudstaden Dhaka. Bājitpur ligger 14 meter över havet och antalet invånare är 34 560.
Terrängen runt Bājitpur är mycket platt. Runt Bājitpur är det mycket tätbefolkat, med 1 266 invånare per kvadratkilometer.. Närmaste större samhälle är Bhairab Bāzār, 18,4 kilometer söder om Bājitpur.